# Lopra
Lopra egy település Feröer Suðuroy nevű szigetén. Közigazgatásilag Sumba községhez tartozik.

## Földrajz
A falu a sziget keleti partján, a Lopransfjørður (a Vágs-fjord mellékága) mellett fekszik. A sziget itt olyan keskeny, hogy a fjord végét csak mintegy 800 m választja el a nyugati parttól, ahol a Lopranshólmur nevű apró sziget található. Innen a sziget nyugati partjának csaknem fele belátható, többek között a Beinisvørð hegyfok is.

## Történelem

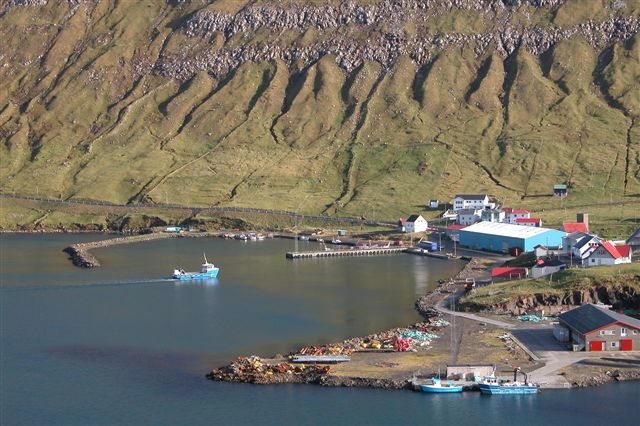
Lopra és a Lopransfjørður

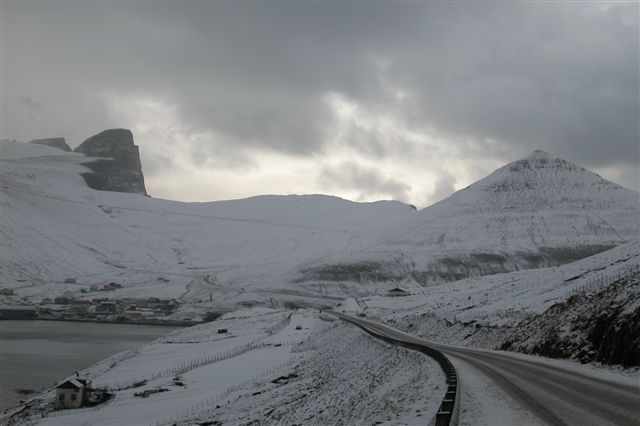
Lopra, baloldalt hátul a Beinisvørð

Loprát 1834-ben alapították. Egy időben bálnavadász állomás működött itt, ahol az elejtett ceteket feldolgozták. A 20. század első felében a cetvadászat fontos bevételi forrás volt. Ahogy a nagyobb cetek száma lecsökkent, az iparág is hanyatlásnak indult. A loprai feldolgozót 1953-ban zárták be.
A nyugati parton szenvedett hajótörést a Westerbeek nevű holland hajó 1742. szeptember 2-án. A hajótörésben 10-en vesztették életüket, 80 ember megmenekült. Ők 9 hónapig Feröeren éltek, mielőtt haza tudtak térni Hollandiába.

## Népesség
| Év              | Lakosság |
| --------------- | -------- |
| 1986. január 1. | 121      |
| 1991. január 1. | 127      |
| 1996. január 1. | 105      |
| 2001. január 1. | 101      |
| 2006. január 1. | 98       |

## Gazdaság
Napjainkban csak némi halfeldolgozó ipar működik a kikötőben.
Az 1980-as években szárazföldi kutatófúrásokat végeztek 2000 m mélységig, de csak földgázt találtak, kőolajat nem. 1996-ban 3500 m mélyre lefúrtak, de kőolajat továbbra sem találtak, igaz, az eredményeket fel tudták használni a későbbi tengeri fúrásokhoz.
Itt palackozzák a Lisberg vizet, amelyek forrását a Lopra és Sumba közötti alagút fúrása közben találták meg az 1980-as években.

## Közlekedés
A település több út találkozásánál fekszik. Dél felé a Sumbiartunnilin alagúton át érhető el Sumba, a régi út pedig egy szerpentinen kapaszkodik fel a hegyre, ahol elágazik Víkarbyrgi felé, illetve a Beinisvørð hegyfok érintésével leereszkedik Sumbába.
Az északkelet felé vezető út Akrarba vezet, az északnyugati pedig Váguron keresztül a sziget többi települése felé.
A 700-as busz dél felé Sumba, észak felé Vágur és Tvøroyri irányába közlekedik.